# 福島市立下川崎小学校
福島市立下川崎小学校（ふくしましりつ しもかわさき しょうがっこう）は、福島県福島市にあった公立小学校である。

## 概要
福島市南部の松川地区南東部を通学区域とする。2020年5月1日現在、6学級75名の児童が在籍する。近隣の二本松市下川崎との市境のすぐ近くには二本松市立下川崎小学校（2010年に二本松市立上川崎小学校に統合され廃校）が置かれていた。
2025年4月に松陵義務教育学校に統合されることになっている。

## 沿革
- 1966年6月 - 信夫郡松川町が福島市に編入され、前身にあたる信夫郡松川町・安達郡安達町学校組合立下川崎小学校が福島市・安達郡安達町学校組合立下川崎小学校へ改称される。
- 1967年4月1日 - 福島市・安達郡安達町学校組合立下川崎小学校から分離する形で新設される。

## 教育方針
目指す子ども像
- わ…わかる　できる　そして　考える喜びを求め
- か…かかわりと優しさを大切にして
- た…たくましい心と体のもと
- け…けんめいに夢を抱いて歩む下川崎小の子どもを育てます

校歌の一節にある「若竹」をキーワードとしている。

## 学校行事
| - 4月 - 5月 - 6月 | - 7月 - 8月 - 9月 | - 10月 - 11月 - 12月 | - 1月 - 2月 - 3月 |

## 通学区域
- 松川地域
  - 松川町沼袋
  - 松川町下川崎

## 進学先中学校
- 福島市立松陵中学校[4]

## 学区 / 校区内の主な施設
- 国道4号福島南バイパス
  - 道の駅安達（上り線駐車場の一部）
- 福島県道39号川俣安達線・福島県道192号松川停車場戸ノ内線

## 交通
- JR東日本松川駅より約2㎞、徒歩20分[5]。